# Kasey Carlson
Kasey Carlson (Minneapolis, 26 novembre 1991) è una nuotatrice statunitense.

## Carriera
Specializzata nella rana, all'apice della carriera ha vinto la medaglia di bronzo sulla distanza dei 100m ai campionati mondiali di Roma 2009.

## Palmarès
- Mondiali

Roma 2009: bronzo nei 100m rana.